# مارگار
مارگار (ارمنی: Մարգար؛ انگلیسی: Margar زادهٔ ۱۸۸۰ - درگذشته ۱۹۴۴) مترجم، نثرنویس اهل ارمنستان بود.

## زندگی‌نامه
وی با نام اصلی مارگار مکرتچی آوتیسیان (ارمنی: Մարգար Մկրտչի Ավետիսյան) در ۱۸۸۰ در نور بایزت به دنیا آمد و از مدرسه نرسیسیان فارغ‌التحصیل گشت. وی در تهران نیز فعالیت کرده است.  وی در ۱۹۴۴ در سن ۶۴ سالگی در تفلیس درگذشت.